# Nyírbátori szerződés
A nyírbátori szerződés vagy nyírbátori egyezmény titkos megállapodás volt I. Ferdinánd biztosai (ecsedi Báthory András, ifjabb Niklas Salm és Sigmund von Herberstein) illetve Fráter György között, amelyet 1549. szeptember 8-án kötöttek a nyírbátori Báthory-várban. Ennek értelmében Izabella királyné és kiskorú fia, János Zsigmond kárpótlás fejében lemondanak Erdélyről és az általuk uralt tiszai részekről Ferdinánd javára.

## Előzményei

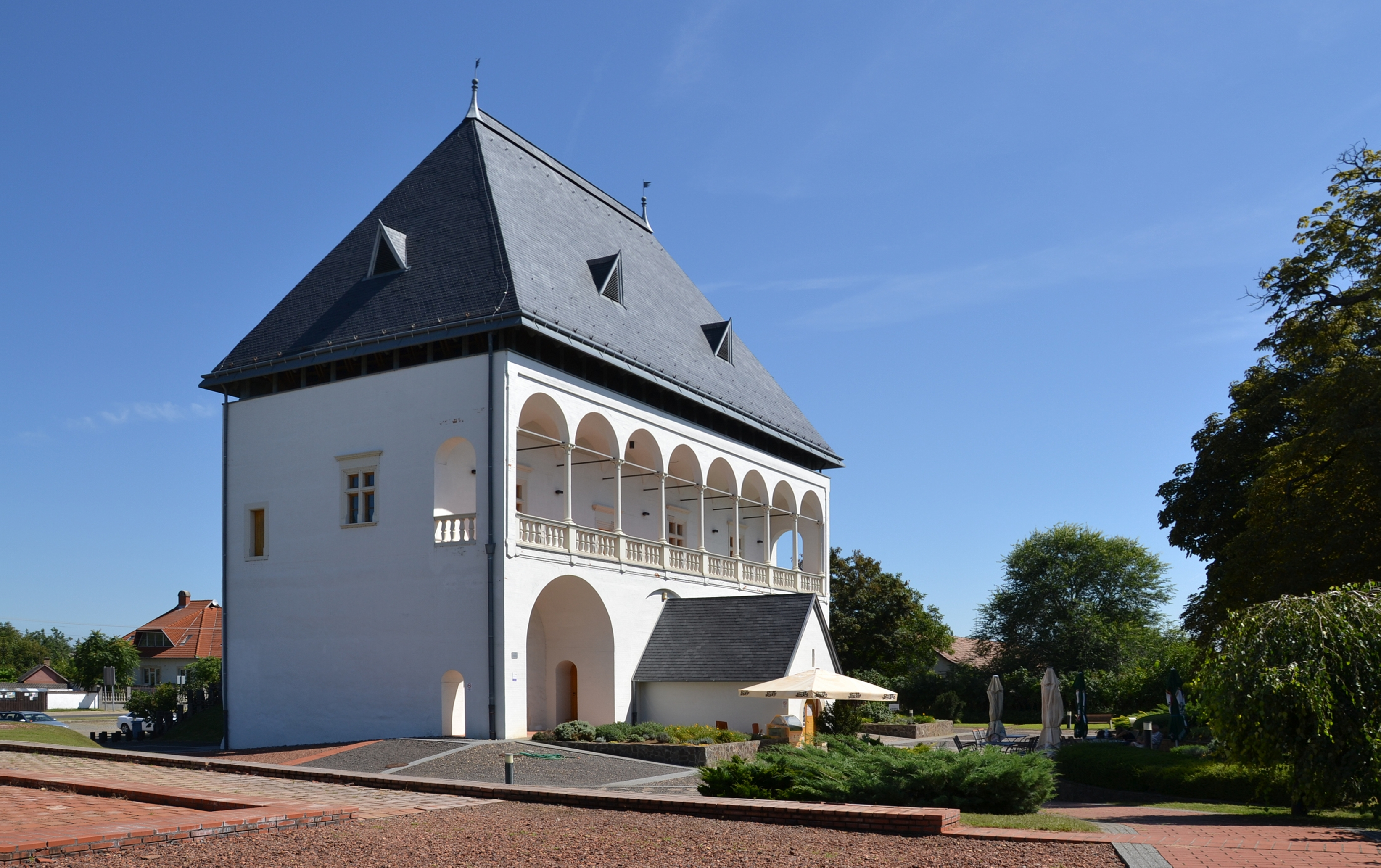
A nyírbátori Báthory-vár

Szapolyai János halála után tanácsosa, Fráter György királlyá választatta az elhunyt uralkodó csecsemő fiát, János Zsigmondot, és a török portától kért segítséget a gyermekkirály uralmának biztosításához. A váradi béke végrehajtását követelő és az ország újraegyesítésére törekvő magyar főurak ezzel nem értettek egyet, és I. Ferdinánd pártját fogták. 1541 júniusában Ferdinánd megostromolta Budát, de nem sikerült bevennie. Augusztus 29-én janicsárok szállták meg a várost, I. Szulejmán pedig János Zsigmondra hagyta Erdély és a Tiszántúl kormányzását.
János Zsigmond anyja és gyámja, Izabella királyné az Erdélybe költözése utáni első években nem tudta eldönteni, hogy ott maradjon-e vagy visszatérjen szülőföldjére, Lengyelországba. Uralkodását főképpen tanácsosai és az erdélyi rendek határozták meg. A királyné apja, I. Zsigmond lengyel király azt javasolta, hogy Izabella egyezzen meg Ferdinánddal, és költözzön Kassára. Közben Fráter György azon munkálkodott, hogy kialakítsa Izabella erdélyi uralkodásának jogi és anyagi feltételeit. Fráter György kapcsolata a királynéval nem volt felhőtlen, számos összeütközésre és kibékülésre került sor közöttük. 1548–1549-re kapcsolatuk teljesen megromlott, és a magát háttérbe szorítottnak érző  királyné elhatározta, hogy elhagyja Erdélyt, és Lengyelországba költözik.
1541. december 29-én  Izabella megbízottja, Fráter György és Serédy Gáspár felvidéki főkapitány, Ferdinánd megbízottja  megkötötték a gyalui egyezményt, amelyben megállapodtak Magyarország Habsburg-fennhatóság alatti egyesítésében, a királynét és fiát cserében Szepes vára illeti meg. Ezt a megállapodást az 1542. decemberi 20-i erdélyi országgyűlés felmondta. 1543-ban Nyugat-Magyarország részben török uralom alá került. I. Ferenc francia király megtámadta a Habsburgokat, V. Károly német-római császár ezért békét kötött a törökökkel, hogy ne kelljen két fronton harcolnia. Ennek hatására Ferdinánd is békére törekedett a szultánnal, az Oszmán Birodalom pedig a perzsák elleni háborúra készült, így a törökök számára is előnyös volt a békekötés. Így tehát a két fél 1545-ben Drinápolyban fegyverszünetben állapodott meg; ezzel Ferdinánd magára hagyta Magyarországot. Miután I. Ferenc 1547-ben meghalt, és 1548-ban a törökök megtámadták Perzsiát, Fráter György elérkezettnek látta az időt, hogy Ferdinánd támogatásával egyesítse az országot, és így megvédje a törökökkel szemben. 1548-ban Izabella önállóan kezdett tárgyalni Ferdinánddal a hatalom átadásáról, és ezt felhasználva Fráter György is egyezkedni kezdett Béccsel a gyalui egyezmény végrehajtásáról. Ilyen körülmények között került sor a nyírbátori egyezményre, amelyről azonban Izabella királynét nem tájékoztatták.

## Tartalma
A nyírbátori szerződés szövege nem maradt fenn. Tartalmáról a Fráter György által 1551. február 4-én Ferdinándnak írt levélből tudunk. Mivel a tárgyalások titokban folytak, a részletek nem kerültek nyilvánosságra. Ugyan Tinódi Lantos Sebestyén számos részletet megírt Az János király fiáról való szép krónikában, de ezek nem bizonyultak valósnak.
Az egyezményben Ferdinánd vállalta, hogy csapatokat küld új tartománya Erdély védelmére, amelyet az ő nevében Fráter György fog vezetni. Izabellának és fiának Oppelnt és Ratibort ígérték kárpótlásként.

## Utóélete
Az 1549. december 21-i marosvásárhelyi országgyűlést nem tájékoztatták a szerződésről, de nyilvános titoknak számított, hogy Fráter György tárgyalásokat folytat Ferdinánddal, hogy a királyné már nem akar lemondani, és követeket küldött a portára. Szulejmán 1550. elején értesült a török porta számára kedvezőtlen megállapodásról, és megbízta dragománját, Mahmut csauszt, hogy Fráter Györgyöt fogja el vagy ölje meg. A szultán megígérte, hogy János Zsigmondot megtartja a hatalomban, és halála esetén szabad fejedelemválasztást biztosít Erdélynek. A többfelől hadsereggel fenyegetett Fráter György megostromolta Gyulafehérvárt, ahol a királyné lakozott. Hat hét után Izabella feladta a harcot, és megbékült a helytartóval. November elején a támadásokat sikerült visszaverni, és november 30-án Izabella elfogadta a nyírbátori egyezményt.